# 景台镇
景台镇，是中华人民共和国吉林省四平市伊通满族自治县下辖的一个乡镇级行政单位。

## 行政区划
景台镇下辖以下地区：
景台社区、赵家村、锦山村、五台子村、昌盛村、秀山村、富山村、景台村、大榆树村、范家村、石灰村、东方红村、立新村、绿化村、姚家村、永久村、核桃背村和房身村。